# 주름개미

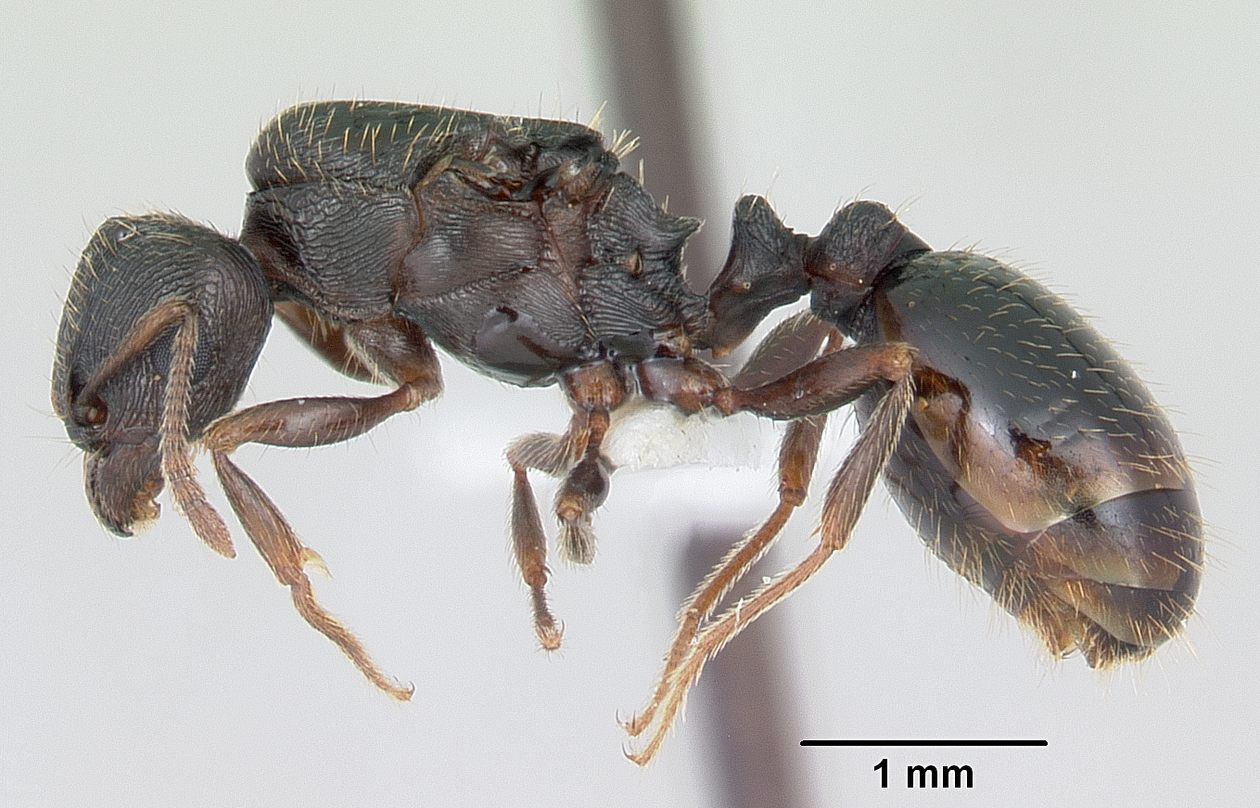

주름개미는 대한민국, 대만, 일본에 분포하는 종으로, 도시나 시골 주변 어디서나 쉽게 발견된다. 유럽의 T. caespitum이 학명으로 사용되었었지만, 여왕개미의 습성과 형태의 차이로 현재는 T. tsushimae로 구분되었다. 일개미의 평균 몸길이는 2~3mm의 크기를 가지고, 여왕개미는 약 7mm이다. 생김새가 짱구개미와 비슷하나, 짱구개미에 비해 크기가 작다. 주름개미는 주변 보도블럭틈, 돌 아래, 벽 틈 등 주변 어디서나 환경만 따른다면 서식할 수 있다. 혼인 비행은 6~7월이며, 여왕개미의 복수 군체 체제가 잘 발달되어있다. 잡식성으로 죽은 곤충, 과자부스러기, 과일 등 무엇이든 잘 먹는다.

## 같이 보기
- 한반도 개미의 종류